# King's Game
 (décembre 2015).
King's Game (王様ゲーム, Ōsama Gēmu) est à l'origine un roman pour téléphone portable écrit par Nobuaki Kanazawa. Il fut adapté en manga de cinq tomes, dessiné par Hitori Renda et prépublié dans le magazine Manga Action de l'éditeur Futabasha entre janvier 2011 et juin 2012. La version française est publiée par Ki-oon entre février 2013 et février 2014. Une adaptation en live action a vu le jour en 2011 sous le nom Ōsama Gēmu.
Une suite directe en manga nommée King's Game Extreme (王様ゲーム 終極, Ōsama Gēmu Shūkyoku) a été dessinée par Renji Kuriyama. Elle est prépubliée dans le magazine Estar de l'éditeur Futabasha, puis publiée en cinq tomes entre novembre 2012 et juillet 2014. La série est publiée en version française par Ki-oon entre février 2014 et février 2015.
Une préquelle, intitulée King's Game Origin (王様ゲーム 起源, Ōsama Gēmu Kigen, littéralement « Les Origines du King's Game ») et dessinée par J-Ta Yamada, est prépubliée dans le magazine Monthly Action, puis publiée entre janvier 2014 et mars 2016. Elle compte six tomes. La série est publiée en version française par Ki-oon entre février 2015 et juin 2016. Cette série relate les faits qui se sont déroulés dans le village de Yonaki que Nobuaki Kanazawa visite pour tenter de comprendre le jeu du Roi.
Une quatrième série, intitulée King's Game Spiral (王様ゲーム 臨場, Ōsama Gēmu Rinjō) et dessinée à nouveau par Renji Kuriyama, est prépubliée entre 2014 et 2016 dans le magazine Manga Action, puis publiée en quatre tomes entre janvier 2015 et novembre 2016. La version française est publiée par Ki-oon à partir de juin 2016.
Une adaptation en anime par le studio Seven a été produite. Elle a été diffusée du 5 octobre au 21 décembre 2017.

## Personnages principaux

### Nobuaki Kanazawa
Il est le protagoniste principal des deux premières saisons de King's Game. Petit ami de Chiemi Honda, il est courageux, protecteur et présente une grande force de compassion envers ses camarades de classe. Il tentera le tout pour le tout pour les sauver du jeu impitoyable, et trouver un moyen de s'en sortir et de tuer le Roi. 
Il a des cheveux courts et noirs (châtains dans l'anime), des yeux marron et porte souvent des chemises blanches. Il a pour rôle de donner un espoir de survie et d'être celui qui va changer le cours des choses. 
Ce rôle se ressent moins dans la saison 2, étant donné les événements traumatisants dont il a été témoin. Son caractère change dans cette deuxième saison : il est distant, sombre et angoissé à la suite de la perte de ses camarades. Il essaiera toujours de sauver ses camarades, mais perd espoir. Il sera consolé par ses nouveaux compagnons d'infortune. Il meurt égorgé par Natsuko Honda. Nobuaki attire beaucoup de jeunes filles, notamment Nami (saison 1) et Riona (saison 2). Il semble néanmoins ne pas trop comprendre les sentiments de ces dernières.
Il joue un rôle clé dans la fin du King's Game de la dernière saison.

### Chiemi Honda
Petite amie de Nobuaki, elle est douce, gentille et naïve. Même si elle possède un fort caractère, elle en demeure fragile, souvent obligée d'accomplir des humiliations pour sauver ceux qu'elle aime. Chiemi a les cheveux châtains, les yeux orange et n'apparaît pratiquement qu'en uniforme d'écolière.
Dans la saison 1, elle aide Nobuaki et fait tout pour le protéger, allant jusqu'à lui faire jurer de ne mourir qu'après elle. Elle meurt finalement dû à sa blessure faite par Toshiyuki ABE
Dans la saison 2, elle est seulement mentionnée et devient un personnage de plus en plus intrigant sur la solution finale du King's Game, après qu'on apprend que son père était l'un des seuls à en connaître davantage sur les racines de ce jeu macabre. Elle est aussi montrée dans une photo du téléphone de Nobuaki, qui est supprimée quelques instants après cette découverte par un autre élève.
Dans la saison 3, son personnage est de plus en plus important au niveau théorique sur le jeu du Roi, elle n'apparaît cependant qu'à la fin de la saison. On apprend aussi que son père est Kazunari Honda, protagoniste de la saison 3, et que Natsuko Honda de la saison 2 est sa grande sœur jumelle.

### Ria Iwamura
Personnage présent uniquement dans la saison 1 (ne faisant que des caméos dans la saison 2, via les souvenirs de Nobuaki), elle est peu sociable, distante, froide et n'a aucun ami dans la classe. Elle n'est que peu affectée par la mort de ses camarades et sa vision du jeu contraste radicalement avec celle de Nobuaki. Elle est également une hackeuse talentueuse, sous le nom de Kamihate. Si son comportement et ses intentions semblent la mettre en opposition avec Nobuaki, son aide se révèle souvent précieuse. Lors de l'ordre no 7, elle sauve Nobuaki en se faisant passer pour Kana et en poussant Akira à se suicider. Elle parvient également à découvrir l'identité du roi, qu'elle révèle à Nobuaki et à Chiemi peu après l'ordre no 12. Dans le roman, elle casse son téléphone peu après l'ordre no 12, provoquant sa mort par décapitation. Dans le manga, elle tentera de briser le jeu, mais échouera et finira immolée. Mourante, elle demandera à Nobuaki et à Chiemi de vaincre le Roi à sa place. Cependant (toujours dans le manga), même morte, Ria conserva une influence non négligeable : ses révélations sur le jeu du Roi et son fonctionnement permettront de sauver Nobuaki de la mort, malgré le fait qu'il ait désobéi à l'ordre no 13.

### Docteur Miyazawa
Saisons 2, 3 et 5 : Bien qu'il soit introduit comme personnage secondaire, il joue un rôle important dans la série étant donné qu'il trouve l'identité du Roi, explique ses pouvoirs et décrit sa manière d'agir. Il est chercheur en biologie du vivant. Son rôle est assez paradoxal étant donné qu'à chaque fois qu'il en révèle plus sur la solution du King's Game, il précipite la mort des personnages et les plonge dans une détresse absolue, alors même qu'il souhaite les aider.
À la fin de la saison 1, Ria Iwamura explique l'identité du Roi grâce à des notes écrites sur celui-ci. On peut penser que ce sont celles de Miyazawa sur le Roi.
Dans la saison 2, il intervient à la fin et explique qu'il a été chercheur sur le King's Game à Yonaki, il révélera une terrible vérité sur le Roi qui mènera les élèves à leur perte.
Dans la saison 3, il est plus présent et assiste l'inspecteur dans ses recherches. Comme d'habitude il jouera un rôle oppressant et mystérieux.
Il intervient dans King's Game Apocalypse et aide à fabriquer le remède contre le Roi. Il finit par se suicider avec l'aide de Yukimura, croyant aider à accomplir l'ordre numéro 3.

### Natsuko Honda
Saisons 1 à 3 : Natsuko Honda (à ne pas confondre avec celle de la saison 2) est le personnage central du King's Game. C'est par elle que tout a commencé dans le hameau de Yonaki en 1977. Elle porte une robe longue et jaune blanche, un ruban fixé à son front et une perle sur la poitrine de sa robe (qui change selon les versions). De nature douce et calme, elle a tendance à s'énerver quand on conteste sa relation incestueuse avec son cousin. Elle est juste, fragile et montre une grande beauté aussi bien intérieure qu'extérieure.
Saison 1 : Elle est mentionnée à la fin par Ria Iwamura, dans la résolution du King's Game.
Saison 2 : Elle est mentionnée lors de la visite à Yonaki dans une lettre. Nobuaki la confondra avec l'autre Natsuko Honda. On peut aussi supposer l'apercevoir quand Nobuaki dit : "C'est là-bas qu'aurait eu lieu le premier jeu du Roi". Un dessin représentant les habitants de Yonaki montre une jeune fille ayant la même apparence que Natsuko. Après cela, on retrouve son cadavre sous un torii.
Saison 3 : Personnage féminin principal, elle est amoureuse de son cousin et suscite l'un des principaux suspects dans l'identité du Roi et la cause de la malédiction. Elle aide son cousin tout au long de la saison et a le même rôle que Chiemi Honda. Elle mourra en manipulant son cousin pour qu'il la tue avec un poison.

### Natsuko Honda (fille de Kazunari Honda)
Saisons 2, 3 et 4 : A ne pas confondre avec celle d'Origin. Natsuko est un autre personnage intéressant sur le plan théorique de la résolution du King's Game. C'est une jeune fille aux cheveux roux (comme sa sœur), puis violets, et a des yeux bleus. Elle est survivante d'un jeu du Roi comme Nobuaki. Il s'agit de la sœur jumelle aînée de Chiemi Honda. Elle est cependant maltraitée, puis abandonnée par son père, car elle lui rappelait son premier amour mort.
Saison 1 : Dans le roman, Chiemi évoque la possibilité qu'elle avait eu une sœur, mais ne sait pas vraiment si elle existait vraiment.
Saison 2 : Elle accueille Nobuaki dans la classe de première 1 et se montre gentille et joyeuse, allant même jusqu'à lui faire des avances. Cependant, après la mort de Yûichi Satô, elle change d'attitude et se montre manipulatrice, folle et démoniaque. Elle sera le principal antagoniste de la saison, allant jusqu'à précipiter tous ses amis dans la tombe. Dans la saison, Natsuko dressera les élèves entrent eux et leur jouera des tours pour les tuer, ce qui fait d'elle un personnage redoutable et fort. Après les événements de Yonaki, Riona Matsumoto découvre qu'elle a aussi participé à un jeu du Roi. Nobuaki lui parlera de ce sujet et lui révélera avoir décidé de continuer le jeu. À la fin, Natsuko explique que si elle poussait ses amis à mourir durant cette partie, c'était afin qu'ils meurent le plus vite possible sans souffrir. Finalement, elle meurt tuée par Riona et égorge Nobuaki en même temps.
Saison 3 : Elle est mentionnée à la fin de la saison comme fille de Kazunari Honda, protagoniste de cette saison.
Saison 4 : Cette saison est entièrement consacrée à Natsuko Honda et à son King's Game. Elle montrera son changement de caractère et d'autres éléments du jeu du Roi trouvé par sa classe.

### Hatsuki Kodama
Saisons 2, 4 et 5 : Hatsuki est un personnage important de la saison 4. Bien que n'apparaissant pas directement dans la saison 2, elle est présente. C'est une jeune adolescente convaincue de l'existence du jeu du roi.
Saison 2 : Malgré le fait qu'elle ne soit pas citée, elle apparaît lors de la rencontre sportive du lycée Gôko. Elle et une de ses amies y sont pour retrouver et vérifier que Nobuaki Kanazawa est bien présent et existant. Hatsuki sera définitivement convaincue que le jeu du roi existe quand elle entendra "Nobuaki Kanazawa" sortir d'un haut-parleur.
Saison 4 : Hatsuki se dirige vers le lycée Simon, ancien lycée de Natsuko Honda. En explorant cet établissement en ruines, elle trouve un carnet renfermant une histoire : le jeu du roi de Natsuko. C'est à travers sa lecture du carnet que la saison 4 se met en place. Après avoir fini la lecture, elle se rend au village de Yonaki pour en savoir davantage. Cependant, elle se trouvera mêlée au jeu du roi en y rencontrant Kazunari Honda. Celui-ci demande à la jeune fille de le tuer et, à contrecœur, elle va s'exécuter. Prise de remords, elle sort de la maison des Honda et se dirigea vers la sortie du village quand Nobuaki, Kenta et Mitsuki arrivent : c'est le passage du village de Yonaki dans la saison 2. Elle retourna dans la maison et s'y cacha. Elle regarda la stupeur des adolescents à la vue du cadavre de Kazunari. En sortant, Nobuaki croit avoir aperçu une personne sortir de la maison : c'est Hatsuki. Plus tard, lors de la lecture de la saison 2, elle découvre que tout le monde est mort à la suite du dernier ordre. La fin laisse penser qu'Hatsuki sera le personnage principal de la saison 5 étant donné qu'elle y a été mêlée à la suite du meurtre du père de Chiemi et Natsuko.
Saison 5 : Hatsuki apparaît brièvement en prévenant tous les lycéens du jeu et est citée par des policiers dans les derniers chapitres. On ne sait pas ce qu'elle est devenue ensuite.

## Règles du jeu
1. Toute la classe est obligée de participer.
2. Les ordres du Roi doivent être exécutés sous 24 heures.
3. Ceux qui n'obéiront pas aux consignes auront un gage.
4. Il est absolument impossible de quitter le jeu en pleine partie.
5. Il est impossible de survivre au King's game, sauf pour le nouveau roi.

## Liste des participants et ordres

### King's Game

#### Ordres
1. [19/10/2009] "L'élève no 4, Hirofumi Inoue, et l'élève no 19, Minako Nakao, doivent s'embrasser." [Réussite] (32 survivants)
2. [20/10/2009] "L'élève no 18, Hideki Toyoda, doit lécher le pied de l'élève no 5, Yuko Imoto." [Réussite] (32 survivants)
3. [21/10/2009] "L'élève no 18, Hideki Toyoda, doit toucher la poitrine de l'élève no 3, Satomi Ishii." [Échec] (2 morts, 30 survivants)
4. [22/10/2009] "L'élève no 17, Daisuke Tasaki, et l'élève no 20, Misaki Nakajima, doivent coucher ensemble." [Réussite] (30 survivants)
5. [23/10/2009] "L'élève no 30, Shôta Yahiro, doit donner un ordre de son choix devant tout le monde. Celui qui reçoit l'ordre doit l'exécuter comme s'il provenait du Roi." [Réussite] (30 survivants)
  1. [23/10/2009, 08:21] Ordre de Shôta : "L'élève no 17, Daisuke Tasaki, doit se tuer par pendaison." [Échec] (1 mort, 29 survivants)
6. [24/10/2009] "L'élève no 21, Naoya Hashimoto, et l'élève no 9, Kana Ueda, doivent s'affronter lors d'un concours. Toute la classe doit voter pour élire le plus populaire des deux. Le perdant aura un gage." [Gagnant : Naoya] (29 survivants)
  1. [24/10/2009, 14:22] Gage du Roi : "Le gage de Kana Ueda a été décidé. Elle doit faire sa déclaration à celui qu'elle aime." [Échec : s'est suicidée avant de recevoir le message] (1 morte, 28 survivants)
    1. [24/10/2009, M 23:50 / R 23:55] Ordre spécial du Roi : "Kana Ueda n'a pas encore fait sa déclaration. Cependant, elle en est incapable car elle n'est plus de ce monde. Naoya Hashimoto doit exécuter un ordre à sa place. L'élève no 21, Naoya Hashimoto, doit avoir un rapport sexuel d'ici [M dix minutes / R cinq minutes]. S'il échoue, il devra s'immoler par le feu." [Réussite grâce à Chiemi Honda] (28 survivants)
7. [25/10/2009] "Tous les garçons doivent participer à un jeu. Celui-ci consiste à tirer 100 feuilles de papier à tour de rôle, dans l'ordre de la liste d'appel. Chacun peut tirer entre une et trois feuilles. Celui qui obtiendra la centième aura un gage. Si le jeu n'a pas lieu, ce sont tous les garçons qui le recevront. Le gage du jour sera la mort par arrêt cardiaque." [Perdant : Akira Ôno] (1 mort, 27 survivants)
8. [26/10/2009] L'élève no 22, Nami Hirano, doit se donner un ordre à elle-même, puis l'exécuter comme s'il provenait du Roi. [Réussite] (27 survivants)
  1. [26/10/2009, 00:07] Ordre de Nami : "Nami Hirano doit toucher le Roi." [Échec] (27 survivants)
9. [27/10/2009] "L'élève no 12, Nobuaki Kanazawa, doit perdre quelque chose de précieux." [Réussite] (1 morte, 26 survivants)
10. [28/10/2009] "L'élève no 1, Shingo Adachi, et l'élève no 15, Akemi Kinoshita, doivent chacun envoyer le message "meurs" à deux de leurs camarades de classe. Si l'ordre n'est pas exécuté, les deux joueurs mourront de mort naturelle. Ceux qui recevront les messages subiront le même sort." [Réussite : Akemi] (3 morts, 23 survivants).
11. [29/10/2009] "Il y a un acte inutile pour le jeu du Roi qu'aucun membre de cette classe ne doit commettre." [Acte inutile : pleurer] (13 morts, 10 survivants)
12. [30/10/2009] "Un élève de la classe doit lancer un dé, puis désigner autant de camarades qu'indiqué par le sort. Le lanceur et celui ou ceux qu'il aura choisis se verront attribuer un gage. Si personne ne lance de dé, ou si personne n'est désigné, la classe entière recevra un gage. L'élève a [R cinq minutes / M dix minutes] après le lancer pour faire son choix. Il recevra un message lui expliquant la méthode de désignation. Il est impossible de désigner un mort." [Réussite : Naoya Hashimoto] (8 morts, 2 survivants)
13. [31/10/2009] [Exclusif au manga] "Nobuaki Kanazawa et Chiemi Honda doivent tuer la personne qu'ils aiment le plus dans les cinq minutes. Si l'ordre n'est pas exécuté, les deux joueurs seront condamnés à la décapitation." [Réussite malgré la non-exécution de l'ordre : Chiemi est morte juste après les cinq minutes] (1 morte, un seul survivant) / [Exclusif au roman] "L'élève no 12, Nobuaki Kanazawa, doit tuer Chiemi Honda de ses propres mains." [Réussite] (1 morte, un seul survivant)
14. [31/10/2009, 05:11] [Exclusif au roman] "L'élève no 12, Nobuaki Kanazawa, doit choisir entre continuer le jeu du Roi et recevoir un gage." [Choix : continuer le jeu du Roi] (Un seul survivant)

* l'horaire (s'il y en a une, autrement minuit) et la date sont indicatives du moment où les joueurs prennent connaissance de l'ordre du jour.
** M : manga / R : roman
Phrase reçue par Nobuaki Kanazawa, de la part du Roi à la fin du jeu, en SMS (pensées de Kazunari Honda) : "Par vos vies, Natsuko Honda revivra." (31 signes)

#### Liste des élèves de seconde B du lycée préfectoral de Tamaoka
1. Shingo Adachi ♂ C'est le meilleur ami de Motoki Ushijima. À l'ordre 10, il devra envoyer deux messages "meurs" à deux de ses camarades. Shingo refusa et se disputa avec Motoki qui ne voulait pas que Shingo meurs. Accidentellement, Motoki poussa Shingo dans des escaliers. Ce dernier se brisera les cervicales et mourra sur le coup. Sa lettre non envoyée est le "I".
2. Toshiyuki Abe ♂ C'est le meilleur ami de Toshiyuki et déteste Chia. Il survivra jusqu'à l'ordre 12 où il commencera à faire des stratégies. À l'ordre 12, voyant qu'il allait se faire désigner à coup sûr, il menaça de tuer Chiemi et força Naoya à lancer le dé. Il mènera Naoya, lui dira qui il doit désigner et rigolera sans pitié aux morts de ses camarades. L'autre Toshiyuki délivrera Chiemi, bloquera Toshiyuki et demandera à Naoya de les désigner . Naoya les désignera donc. [punition : hémorragie]
3. Satomi Ishii ♀ Élève studieuse à grosse poitrine. À l'ordre 3, elle devra se faire toucher la poitrine par Hideki. Elle ne viendra pas à l'école et ne pourra pas exécuter l'ordre. [punition : pendaison]. Après sa mort, Ria utilisera le nom de Satomi pour prendre les lettres non envoyées dans le portable des victimes du roi. Ria détiendra sa lettre non envoyée.
4. Hirofumi Inoue ♂ Hirofumi dut embrasser Minakko au premier ordre, ce qui lui valut une giffle car il embrassait mal. À l'ordre 11, Nobuaki l'appellera pour savoir s'il a pleuré et Hirofumi lui avouera qu'il a effectivement pleuré. [punition : bûcher]
5. Yûko Imoto ♀ À l'ordre 2, Yûko se fait lécher le pied par Hideki ce qui l'a fait pleurer. Elle balancera son téléphone quand elle recevra son message de confirmation. Elle pleura à l'ordre 11, ce qui causa sa mort. [punition : bûcher].
6. Ria Iwamura ♀ Ria est une fille solitaire qui n'a jamais parlé à ses camarades de classe. À l'ordre 7, elle enverra un message à Akira, sous le nom de Kana. Akira prit la 100e feuille à cause de ce message. À l'ordre 8, elle sera suspectée par tout le monde comme en étant le Roi et elle affirmera qu'elle est le Roi et que Nobuaki devra tuer le Roi. Elle prendra la main de Nami mais aucun message de confirmation ne vint. À l'ordre 10, elle aura une discussion avec Nobuaki comme quoi elle était le Roi sauf qu'elle lui donna un coup de taser et lui révelera qu'elle n'est pas le Roi. Elle dira aussi qu'il ne peut pas sauver tout le monde. À l'ordre 11, elle volera les téléphones de Chiemi, Mami et Kaori et menacera de les casser si elles ne viennent pas. Elle expliquera à Nobuaki qu'elle pense que l'une d'entre elles est le Roi et affirmera que ce soit plus probable que ce soit Chiemi. Elle suivra Nobuaki à Yonaki et alors qu'il pleurera, lui demandera les lettres non envoyées. À l'ordre 12, elle expliquera qu'elle a recopié un message du Roi ce qui affirmera qu'elle est Kamihate. Elle regardera la mort de Keita, Minakko, Chia, les deux Toshiyuki et Naoya puis prendra leurs lettres pour former la phrase de fin. Elle expliquera que le virus vient du père de Chiemi et qu'il s'est propagé par ce dernier. Alors qu'elle essayera de détruire le Roi qui est un virus, elle recevra un gage. Elle expliquera que le Jeu du Roi était à quoi elle se rachetait. Elle mourra. [punition : bûcher].
7. Maki Iwamoto ♀ Désignée par Akemi Kinoshita à la suite de l'ordre no 10 ; punition : [M mort naturelle / R arrêt cardiaque].
8. Yôsuke Ueda ♂ Échec de l'ordre no 11 ; punition : [M écartèlement / R frigorifié]. C'était le premier de la classe, également amoureux de Kaori Maruoka. N'a aucun lien familial avec Kana Ueda.
9. Kana Ueda ♀ Échec de l'ordre no 6 ; punition : faire sa déclaration à celui qu'elle aime. Se suicide en se défenestrant avant de recevoir le message du gage. Elle n'hésitait pas à se prostituer pour de l'argent, dont elle tire parti lors du concours pour obtenir les voix des garçons. N'a aucun lien familial avec Yôsuke Ueda.
10. Motoki Ushijima ♂ Désigné par Akemi Kinoshita à la suite de l'ordre no 10 ; punition : arrêt cardiaque. Avant cela, tue accidentellement son meilleur ami Shingo Adachi en le poussant dans des escaliers, lorsque Motoki tente de le convaincre d'envoyer les messages "meurs" à deux élèves. Il décède dans la voiture de police qui l'emmènera au commissariat.
11. Akira Ôno ♂ Perdant de l'ordre no 7 ; punition : arrêt cardiaque. [M Pioche intentionnellement lors de son tour une troisième fois, la dernière feuille, après avoir reçu un message de "Kana Ueda" qui l'incitait à la rejoindre dans la mort, dont il était amoureux.]
12. Nobuaki Kanazawa ♂ [R Échec de l'ordre no 11 ; punition : perte temporaire de la mémoire. Il la retrouvera juste après avoir tué Chiemi Honda. A choisi de continuer le jeu du Roi à la suite de l'ordre no 14.] Unique survivant, il réapparaîtra lors de King's Game Extreme.
13. Yûsuke Kawakami ♂ Échec de l'ordre no 11 ; punition : écartèlement. S'était concerté à la suite de l'ordre no 10 avec Yûsuke Mizuuchi et Shôta Yahiro, au sujet du blocage des messages du Roi, dont il a finalement renoncé. C'était un élève violent [R il avait fait de Toshiyuki Abe son larbin, le molestant et le rackettant], qui connaîtra malgré tout une mort horrible après avoir pleuré (dont Nobuaki Kanazawa sera témoin au téléphone).
14. Chia Kawano ♀ [M Désignée par Naoya Hashimoto à la suite de l'ordre no 12 ; punition : arrêt cardiaque. / R Non-respect des règles en brisant son téléphone (pour des raisons inconnues) après l'ordre no 12 ; punition : asphyxie. Après une remarque déplacée de Masami Matsumoto venant d'être (involontairement) désignée par Naoya Hashimoto, elle se disputera violemment avec elle, et perdra un œil dans la lutte.]
15. Akemi Kinoshita ♀ Non-respect des règles en résiliant son abonnement téléphonique après avoir accompli l'ordre no 10 ; punition : noyade.
16. Mami Shirokawa ♀ Échec de l'ordre no 11 ; punition : décapitation. Elle était persuadée que Nobuaki Kanazawa était en fait le Roi, elle lui téléphonera avant sa mort, dont il sera témoin.
17. Daisuke Tasaki ♂ Échec de l'ordre no 5 donné par Shôta ; punition : pendaison. Il était incapable de se tirer d'affaire, la réussite ou l'échec de son ordre entraînant chacun la mort de l'élève.
18. Hideki Toyoda ♂ Échec de l'ordre no 3 ; punition : pendaison. D'une nature impulsive, il n'a pas pu exécuté l'ordre à la suite de l'absence de Satomi Ishii au lycée ce jour-là, par peur de Hideki.
19. Minako Nakao ♀ [R S'entaille les veines à la suite de l'ordre no 12.] Désignée par Naoya Hashimoto lors du lancer de dé ; punition : asphyxie.
20. Misaki Nakajima ♀ Échec de l'ordre no 11 ; punition : [M décapitation / R pendaison]. Petite amie de Shôta Yahiro, elle aurait été amenée à pleurer à la suite du châtiment de celui-ci.
21. Naoya Hashimoto ♂ A lancé le dé à la suite de l'ordre no 12 ; punition : [M écartèlement / R condamné à subir autant d'incisions que le chiffre obtenu]. Meilleur ami de Nobuaki Kanazawa, c'était quelqu'un de très gentil, qui faisait passer ses amis avant lui-même, d'où son refus de coucher avec Chiemi Honda lors de l'ordre no 6.
22. Nami Hirano ♀ Échec de l'ordre no 8 dont elle s'est elle-même donné ; punition : condamnée aux ténèbres éternelles (cécité). Se noie dans la mer pour sauver Nobuaki Kanazawa à la suite de l'ordre no 9 "perdre quelque chose de précieux". Il n'est pas certain que la réussite de l'ordre soit due au décès de Nami, puisqu'au même moment Nobuaki "mets fin" à sa relation avec Chiemi Honda, dans l'espoir de dissuader Nami de se sacrifier. Elle était amoureuse de Nobuaki.
23. Toshiyuki Fujioka ♂ Pousse Naoya Hashimoto à désigner lui et son meilleur ami Toshiyuki Abe à la suite de l'ordre no 12 ; punition : hémorragie.
24. Chiemi Honda ♀ [M Meurt d'une hémorragie causée par Toshiyuki Abe juste après l'ordre no 13. / R Désignée involontairement par Naoya Hashimoto à la suite de l'ordre no 12 ; punition : vieillissement accéléré. Tuée par Nobuaki Kanazawa à la suite de l'ordre no 13, après lui avoir fait croire qu'elle était le Roi.]
25. Yoshifumi Matsushima ♂ Échec de l'ordre no 11 ; punition : asphyxie.
26. Masami Matsumoto ♀ [M S'entaille les veines à la suite de l'ordre no 12.] Désignée [R involontairement] par Naoya Hashimoto lors du lancer de dé ; punition : [M mort inconnue / R arrêt cardiaque].
27. Kaori Maruoka ♀ Échec de l'ordre no 11 ; punition : mort naturelle.
28. Yûsuke Mizuuchi ♂ Non-respect des règles en bloquant les messages du Roi à la suite de l'ordre no 10 ; punition : arrêt cardiaque. S'était concerté plus tôt dans la journée avec Yûsuke Kawakami et Shôta Yahiro au sujet du blocage des messages du Roi.
29. Emi Miyasaki ♀ Échec de l'ordre no 11 ; punition : écartèlement. [R Petite amie de Yûsuke Mizuuchi, elle sera condamnée en pleurant lorsqu'elle découvrit que Yûsuke était puni par le Roi.]
30. Shôta Yahiro ♂ Non-respect des règles en bloquant les messages du Roi à la suite de l'ordre no 10 ; punition : asphyxie. S'était concerté plus tôt dans la journée avec Yûsuke Kawakami et Yûsuke Mizuuchi au sujet du blocage des messages du Roi.
31. Hiroko Yamaguchi ♀ Échec de l'ordre no 11 ; punition : arrêt cardiaque.
32. Keita Yamashita ♂ Désigné involontairement par Naoya Hashimoto à la suite de l'ordre no 12 ; punition : décapitation. Lycéen joyeux mais un peu bête, il s'entendait bien avec Naoya Hashimoto et Chiemi Honda.

* 'M' : manga '/ R' : roman

### King's Game Extreme

Logo de la version française de King's Game Extreme.

#### Ordres
1. [03/06/2010] "L'élève no 7, Nobuaki Kanazawa, et l'élève no 24, Natsuko Honda, doivent s'embrasser." [Réussite] (31 survivants)
2. [04/06/2010] "L'élève no 6, Masatoshi Ôi, doit lécher le pied de l'élève no 29, Aimi Murazumi. L'élève no 23, Tsubasa Furusawa, doit toucher la poitrine de l'élève no 30, Haruka Momoki. L'élève no 20, Teruaki Nagata, et l'élève no 24, Natsuko Honda, doivent coucher ensemble. L'élève no 1, Kenta Akamatsu, doit donner un ordre de son choix à l'un de ses camarades. Celui-ci doit l'exécuter comme s'il provenait du Roi. L'élève no 8, Aya Kuramoto, doit perdre quelque chose de précieux. L'élève no 27, Hayato Midorikawa, et l'élève no 31, Mizuki Yukimura, doivent chacun envoyer le message "meurs" à deux de leurs camarades de classe. Attention, si l'ordre n'est pas exécuté, les deux joueurs auront un gage. Ceux qui recevront les messages subiront le même sort. Il est impossible de désigner un mort. Il y a un acte inutile pour le jeu du Roi qu'aucun membre de cette classe ne doit commettre. Ne prenez pas non plus de repos profond. Avancez sur la voie tracée pour vous." [Acte inutile : gêner Nobuaki Kanazawa] [Réussite : Masatoshi et Aimi, Teruaki et Natsuko] (20 morts, 11 survivants)
3. [05/06/2010] "Chaque élève tour à tour, dans l'ordre de la liste d'appel, peut sectionner un ou plusieurs doigts de sa main et les offrir à un membre de la classe. Casser l'os marche aussi. Chacun peut donner le nombre de doigts qu'il veut. Cependant, chaque doigt de la main droite ajoute un point à celui qui le reçoit et chaque doigt de la main gauche lui en retire un. Il est possible d'en distribuer à plusieurs personnes à la fois. Offrir tous les doigts de la main droite à une personne augmentera son score de cinq points. En revanche, si elle reçoit ensuite cinq doigts de la main gauche, son score redescendra à zéro. Les participants dont le score est négatif recevront un gage. Il est possible de s'offrir soi-même des doigts. Il est aussi possible de passer son tour." [Réussite] (1 mort, 10 survivants)
4. [06/06/2010] "Les joueurs doivent se rendre aux ruines de Kamegakubi. Toutes les huit heures, l'élève le plus éloigné de l'arrivée recevra un gage. Attention, l'utilisation d'un véhicule, quel qu'il soit, est interdite." [Réussite : Natsuko Honda (16:03), Nobuaki Kanazawa (23:31), Ryô Sugisawa, Riona Matsumoto et Aya Matsuoka (23:59)] [Victimes : Masatoshi Ôi (08:00), Aimi Murazumi (16:00), Yûna Kobayashi, Takuya Sakamoto et Rina Minami (00:00)] (5 morts, 5 survivants)
5. [07/06/2010] "Les élèves sont sommés de découper leur propre corps pour reconstituer un être humain complet en assemblant les parties sectionnées. Celles-ci doivent être : la tête, le tronc, les deux bras et les deux jambes. Le nombre de participants n'a pas d'importance. Si l'ordre n'est pas exécuté, toute la classe recevra un gage." [Échec] (5 morts, aucun survivant)

* la date est indicative du jour où les joueurs prennent connaissance de l'ordre donné à minuit.
Phrase reçue par toute la classe, de la part du Roi à la fin du jeu, en SMS (pensées finales de Chiemi Honda) : "Sois heureux pour nous Nobuaki." (31 signes, espaces compris)

#### Liste des élèves de première 1 du lycée préfectoral de Gokô
1. Kenta Akamatsu ♂ Échec de l'ordre no 2 ; punition : asphyxie. Il est le dernier à rejoindre les élèves dans le parc et protège Nobuaki Kanazawa de ceux qui l’agressent après ses révélations, avant de l'accompagner avec Mizuki Yukimura à Yonaki. Il meurt là-bas avec elle, croyant être capable de la protéger. Il a également tenté, sans succès, de s'envoyer un message "meurs" de Mizuki afin de laisser vivre Tsubasa Furusawa (malgré son état second). C'était un judoka d'1,81 m pour 86 kg, doté d'un fort esprit juste. C'est le seul à avoir tenu tête à Natsuko Honda après sa volte-face.
2. Asuka Iguchi ♀ Échec de l'ordre no 2 ; punition : pendaison. [R Quelques instants après avoir reçu son gage, Nobuaki Kanazawa l'appelle et elle décroche, mais ne pourra pas être arrêtée.]
3. Hanako Iketani ♀ Échec de l'ordre no 2 ; punition : pendaison.
4. Masahiko Inaba ♂ Échec de l'ordre no 2 (ne pas commettre l'acte inutile) ; punition : arrêt cardiaque.
5. Yuki Uematsu ♀ Échec de l'ordre no 2 (ne pas commettre l'acte inutile) ; punition : asphyxie.
6. Masatoshi Ôi ♂ Blessé lâchement par Takuya Sakamoto à la suite de l'ordre no 4. Première victime de ce même ordre (08:00) ; punition : asphyxie. Se noie bien avant en tombant accidentellement dans la mer. Malgré les efforts de Nobuaki Kanazawa pour le ramener à la vie, il meurt.
7. Nobuaki Kanazawa ♂ Tué par Natsuko Honda à la suite de l'ordre no 5, égorgé avec une tronçonneuse. Son corps disparaît en même temps que Riona Matsumoto lorsqu'elle se noie dans la mer.
8. Aya Kuramoto ♀ Échec de l'ordre no 2 ; punition : asphyxie. A tué Tsubasa Furusawa, pour lequel elle avait le béguin, dans l'espoir de "perdre quelque chose de précieux".
9. Daiki Kurosawa ♂ Échec de l'ordre no 2 (ne pas commettre l'acte inutile) ; punition : condamné au bûcher.
10. Yûna Kobayashi ♀ Échec de l'ordre no 4, n'a pas pu atteindre les ruines après avoir chuté d'une falaise une demi-heure avant minuit ; punition : hémorragie. N'a pas pu être secourue par Rina Minami.
11. Toshifumi Sakakibara ♂ Échec de l'ordre no 2 (ne pas commettre l'acte inutile) ; punition : écartèlement. Fait partie de ceux qui maltraitent Nobuaki Kanazawa lors de ses révélations, ce qui entraîne la mort de Toshifumi après la volte-face de Natsuko Honda.
12. Takuya Sakamoto ♂ Échec de l'ordre no 4, n'a pas pu atteindre les ruines à la suite d'une blessure à la jambe, puis abandonné par [M Rina Minami / R Nobuaki Kanazawa et sa bande] ; punition : hémorragie. Fait partie de ceux qui maltraitent Nobuaki Kanazawa lors de ses révélations, qui pourtant ne reçoit pas de gage.
13. Megumi Sakurai ♀ Échec de l'ordre no 2 ; punition : pendaison.
14. Yûichi Satô ♂ Échec de l'ordre no 2 (ne pas commettre l'acte inutile) ; punition : hémorragie. Fait partie de ceux qui maltraitent Nobuaki Kanazawa lors de ses révélations, et première « vraie » victime devant toute la classe.
15. Tatsuya Jinba ♂ Échec de l'ordre no 2 (raison inconnue) ; punition : hémorragie. Fait partie de ceux qui maltraitent Nobuaki Kanazawa lors de ses révélations, qui pourtant ne reçoit pas de gage.
16. Ryô Sugisawa ♂ Suicide par hémorragie avec une tronçonneuse à la suite de l'ordre no 5, se coupe [M une jambe / R les jambes et le bras gauche]. Il a une apparence androgyne et était très proche de Teruaki Nagata. Il est l'un des premiers à faire confiance à Nobuaki Kanazawa après ses révélations, démontré lors de l'ordre no 3.
17. Misa Takamura ♀ Échec de l'ordre no 2 ; punition : pendaison.
18. Nanami Takumi ♀ Échec de l'ordre no 2 ; punition : pendaison. Son corps a été retrouvé chez elle par Aya Matsuoka.
19. Ayumi Tanikawa ♀ Échec de l'ordre no 2 (raison inconnue) ; punition : écartèlement.
20. Teruaki Nagata ♂ Non-respect des règles, messages du Roi bloqués par Natsuko Honda à la suite de l'ordre no 3 ; punition : décapitation.
21. Shô Hasegawa ♂ Échec de l'ordre no 2 ; punition : pendaison.
22. Aoi Haruna ♀ Échec de l'ordre no 2 (raison inconnue) ; punition : décapitation.
23. Tsubasa Furusawa ♂ Échec de l'ordre no 2 ; punition : pendaison. Sauvé par Nobuaki Kanazawa alors qu'il était possédé, puis étranglé beaucoup plus tard par Aya Kuramoto, qui avait secrètement le béguin pour lui, dans l'espoir de "perdre quelque chose de précieux".
24. Natsuko Honda ♀ Tuée par Riona Matsumoto à la suite de l'ordre no 5, à coup de tronçonneuse dans le dos. Elle tue Nobuaki Kanazawa l'instant d'après avec la tronçonneuse.
25. Aya Matsuoka ♀ Tuée par Natsuko Honda avec une tronçonneuse à la suite de l'ordre no 5, [M d'un coup au torse / R d'une hémorragie due à l'incision d'un bras].
26. Riona Matsumoto ♀ Dernière victime du jeu du Roi à la suite de l'ordre no 5, en se noyant dans la mer. Elle emporte le cadavre de Nobuaki Kanazawa avec elle, dont elle est tombée amoureuse lors de la course, sans qu'il ne s'en rende compte. [R Était surnommée la "Reine" parmi ses camarades dû à sa grande beauté, mais aussi à son caractère excessivement orgueilleux au premier abord.]
27. Hayato Midorikawa ♂ Échec de l'ordre no 2 ; punition : pendaison.
28. Rina Minami ♀ Échec de l'ordre no 4, n'a pas atteint les ruines à la suite de sa culpabilité d'avoir abandonné Takuya Sakamoto et Yûna Kobayashi, exacerbée par Natsuko Honda ; punition : hémorragie. S'entendait très mal avec Riona Matsumoto.
29. Aimi Murazumi ♀ Deuxième victime de l'ordre no 4 (16:00) ; punition : décapitation. Grande amie de Natsuko Honda, elle continuera d'avoir confiance en elle, même après tous les coups bas que celle-ci a fait à la classe et tout le mal qu'elle a infligé à Aimi. Elle éprouvait de la haine envers Nobuaki Kanazawa pour ne pas avoir tenté d'embrasser Natsuko (malgré la bonne exécution de l'ordre), qui finalement se dissipera pendant l'ordre no 3, avant de lui venir en aide en se sacrifiant lors de la course (elle avait rebroussé chemin sans croiser Nobuaki et Riona Matsumoto).
30. Haruka Momoki ♀ Échec de l'ordre no 2 ; punition : asphyxie.
31. Mizuki / Mitsuki Yukimura ♀ Échec et non-respect des règles en brisant son téléphone à la suite de l'ordre no 2 ; punition : asphyxie. Elle tombe amoureuse de Kenta Akamatsu lors de son périple à Yonaki. Malgré tout, elle n'envoie pas de message "meurs" à Nobuaki Kanazawa après les maintes tentatives de Natsuko Honda pour l'en convaincre.

* M : manga / R : roman

### King's Game Origin

Logo de la version française de King's Game Origin.

#### Histoire
Prologue :
L'histoire de King's Game Origin débute le 4 août 1977, soit 32 ans avant les événements de King's Game (saison 1) dans le hameau de montagnes Yonaki. On y découvre la relation incestueuse qu'entretient Kazunari Honda avec sa cousine Natsuko Honda. Leur amour est en effet interdit dans le petit village mais ceux-ci continuent à croire en leur amour qu'ils considèrent légitime. Après une cueillette aux champignons, ils décident de rentrer chez eux. Malheureusement Fumiko, la mère de Natsuko, s'inquiétant de leur absence, les attendait furieuse. S'ensuit alors une dispute entre Natsuko et sa mère sur leur relation amoureuse. Excédée, Fumiko gifle Natsuko, cela mènera la jeune fille à s'enfermer dans la serre contenant des médicaments et autres. Fumiko renvoie donc Kazunari chez lui l'assurant qu'elle prendrait en charge Natsuko seule. […]
Début du jeu (5 août 1977) :
Le lendemain Kazunari reçoit la visite de son meilleur ami Yûji Tanaka qui lui donne rendez-vous ainsi que tous les autres jeunes du village excepté Daiki Kanda et Suzuko Mikami. On y fait la connaissance de Michiko Hirano, une jeune fille allumeuse, Ryûji Mikami, adolescent ordinaire, Kazuya Nakamura, un petit garçon enjoué, et Suzuyo Umeda, une jeune fille un peu effacé. Yûji leur montre alors la lettre du jeu du roi qu'il a trouvé chez lui et explique donc que d'après lui ce jeu est bien réel, et qu'il faut se soumettre à l'ordre du roi. Il prévoit donc de profaner le cercueil d'un mort pour que chacun exécute l'ordre à minuit. tout le monde le fera, sauf Suzuyo ayant été dégouté, et Daiki qui n'était pas au courant du jeu. Le lendemain, la tragédie commence : Suzuyo Umeda et Daiki Kanda sont retrouvés pendus dans leur chambre.
Premières suppositions (6 août 1977) :
Yuji et Kazunari décident de chercher le nouvel ordre, pour éviter la mort. Ils découvrent alors la nouvelle lettre du roi. Kazunari rassemble à nouveau ses amis et montre la deuxième lettre trouvé, ils supposent tous que le Roi est bien réel, et décident de se plier au nouvel ordre, qui est de récuperer autant de frelons géants qu'il y a de villageois en vie. Mais Ryuji est gravement blessé après avoir tenté de faire tomber un nid de ces insectes coriaces. Kazunari et Yuji décident donc de parler des lettres au grand-père de Yuji, également maire du village, mais celui-ci ne voit aucun lien.
Troisième ordre, arrivée de la police (7 août 1977) :
Le lendemain, Kazunari découvre avec effroi que trois frelons ont perdu la vie. Pendant ce temps, trois cadavres sont retrouvés, et la police arrive pour tenter de résoudre cette affaire. Un troisième ordre arrive, les villageois décident tous d'exécuter la consigne imposée par le Roi.
Montée de l'angoisse et morts surnaturelle (8 août 1977) :
Tae Kudo, une vieille dame du village, subit le gage du roi devant la police, et un couple parti du village subira le même sort. De plus, Kazunari doit choisir un villageois qui devra être décapité par le Roi. Après un vote truqué par Michiko, c'est la mère d'un des amis de Kazunari (Kazuya Nakamura) qui mourra décapité devant celui-ci. de plus après avoir reçu l'ordre no 4, l'inspecteur Dôjima annonce le décès de deux autres villageois qui ont succombé à cause de l'ordre no 3.
Massacre du village et changement radical du comportement des survivants (9 août 1977).
À la suite de l'ordre qui indiquait de ne pas commettre un acte inutile, 11 villageois meurent. Excepté les Maruoka et les Hirano, toutes les familles du village ont perdu un proche. Il ne reste que 12 survivants.
Machinations (9 août 1977) :
Un nouvel ordre est arrivé...[...] mais Kazunari reçoit un autre ordre désigné pour lui. Seulement il perçoit un piège. En effet, Yuri Kanda, la mère de Daiki, a perdu l'esprit et piège le jeune adolescent et Yuji. Ceux-ci réussissent à s'enfuir et à obéir à l'ordre à temps. Yuri se donne la mort pour rejoindre son fils dans l'au-delà.
Disparition et découverte du roi :
Kazunari découvre que Natsuko a disparu. Parti à sa recherche, il tombe sur Michiko, Shuichi et leurs parents respectifs, qui semblaient mijoter quelque chose. Au lever du jour, la police révèle ne pas avoir trouvé de lettre. Shuichi va alors révéler qu'il soupçonne Natsuko : en effet, sa disparition coïncide avec l'arrêt d'envoi des lettres. Cependant, ses suppositions ne plaisent pas à Kazunari.
Quelques jours plus tard, une nouvelle lettre arrive : l'ordre no 7 ordonne à trois villageois de se donner la mort. À la suite de la deuxième victime, la police quitte Yonaki après avoir révélé l'identité du Roi, qui serait un virus.
Survival Game :
Après le suicide de Kazuya, un nouvel ordre intervient : Shûhei, Kazunari et Michiko doivent tuer deux villageois chacun. Le petit village devient un terrain de chasse où chacun devient maître de son destin.
Natsuko réapparait, et Kazunari fait tout pour la sauver allant jusqu'à tuer un de ses voisins. Mais le massacre perdurent et les voilà tous les deux seuls survivants
Explication et derniers ordres:
Natsuko raconte alors à Kazunari tout ce qu'elle sait sur le roi. Un nouvel ordre tombe, et Natsuko meurt, suivra un dernier ordre où Kazunari décide de recevoir un gage
Le Jeu CONTINUE (32 ans plus tard) :
Après un débrief sur la vie de Kazunari nous retrouvons Chiemi Honda qui se révèle être la fille de Kazunari, après un petit dialogue Chiemi reçoit un SMS sur un certain King's Game dans sa classe..
Ordre
1. [08/08/1977, 10:21] "Tous les villageois âgés de 10 à 19 ans doivent toucher un cadavre humain avant la fin de la journée. Ceux qui n'obéiront pas à l'ordre du Roi seront condamnés à la pendaison." [Échec : Suzuyo Umeda, Daiki Kanda] (2 morts, 30 survivants)
2. [09/08/1977, 08:48] "Les participants doivent capturer un frelon géant vivant par habitant du village. Si le quota n'est pas atteint, un villageois sera choisi au hasard pour chaque insecte manquant et sera découpé en morceaux." [Victimes : Takashi Saitô, Sachiko Takeda, Miyoko Tominaga] (3 morts, 27 survivants)
3. [10/08/1977, 08:24] "Chaque villageois doit brûler 100 000 yens en espèces dans un grand feu qui aura été allumé devant la salle des fêtes. Ceux qui désobéiront au Roi auront un gage et mourront d'une crise cardiaque." [Échec : Tae Kudô, Michiyo Kondô, Yûichi Kondô] (3 morts, 24 survivants)
4. [11/08/1977, 00:54] "Kazunari Honda doit désigner un villageois autre que lui, qui sera décapité. S'il n'exécute pas l'ordre, tous les villageois seront décapités sans exception." [Victime : Hisako Nakamura] (1 morte, 23 survivants)
5. [12/08/1977, 01:38] "Un certain acte inutile dans le jeu du Roi est interdit aujourd'hui. Ceux qui s'en rendront coupables seront condamnés à se vider de leur sang." [Acte inutile : dire des choses malsaines à l'encontre du Roi, acte de lèse-majesté] (11 morts, 12 survivants)
6. [13/08/1977, 00:01] "Les survivants devront déposer la tête tranchée d'un de leurs voisins devant le panneau d'affichage. Ceux qui n'exécuteront pas l'ordre seront condamnés à être amputés de leurs quatre membres." [Échec : Yuri Kanda] (1 morte, 11 survivants)
7. [19/08/1977, 05:25] "Passé minuit, un villageois devra se suicider toutes les huit heures. Un à 8h, un autre à 16h et un dernier à minuit, si l'ordre n'est pas respecté, le Roi choisira un survivant au hasard qui sera condamné à mourir les os broyés." [Victimes : Kôji Maruoka (08:00), Sanae Tanaka (16:00)] [Réussite : Kazuya Nakamura (aux environs de 19:00)] (3 morts, 8 survivants)
8. [20/08/1977, 00:04] "Kazunari Honda, Michiko Hirano et Shûhei Maruoka doivent chacun exécuter deux villageois. S'ils n'exécutent pas l'ordre, ils seront condamnés à l'écorchement vif." [Victimes : Atsushi Hirano, Yûji Tanaka, Ryûji Mikami, Fumiko Mikami, Shûhei] [Échec : Michiko] [Réussite : Kazunari] (6 morts, 2 survivants)
9. [25/08/1977, 17:36] "Kazunari Honda doit tuer Natsuko Honda de ses propres mains. Le gage en cas de désobéissance sera la mort cérébrale." [Réussite] (1 morte, un seul survivant)
10. [25/08/1977, 19:42] "Le dernier survivant doit choisir entre continuer le jeu du Roi et être frappé d'un châtiment." [Choix : être frappé d'un châtiment, ses enfants devront participer à un jeu du Roi] (Un seul survivant)

#### Liste des habitants du village de Yonaki
1. Suzuyo Umeda ♀ (14) Échec de l'ordre no 1 ; punition : pendaison.
2. Tomoko Umeda ♀ (36) Échec de l'ordre no 5 ; punition : hémorragie.
3. Yoshie Okada ♀ (38) Échec de l'ordre no 5 ; punition : hémorragie.
4. Daiki Kanda ♂ (10) Échec de l'ordre no 1 ; punition : pendaison.
5. Yuri Kanda ♀ (34) Échec de l'ordre no 6 ; punition : amputée de ses quatre membres. Elle perdit la raison à la suite de la mort de son fils.
6. Tae Kudô ♀ (60) Échec de l'ordre no 3 ; punition : arrêt cardiaque.
7. Michiyo Kondô ♀ (57) Échec de l'ordre no 3 ; punition : arrêt cardiaque.
8. Yûichi Kondô ♂ (61) Échec de l'ordre no 3 ; punition : arrêt cardiaque.
9. Genzô Saitô ♂ (70) Échec de l'ordre no 5 ; punition : hémorragie.
10. Takachi Saitô ♂ (41) Échec de l'ordre no 2 ; punition : découpé en morceaux.
11. Sachiko Takeda ♀ (74) Échec de l'ordre no 2 ; punition : découpée en morceaux.
12. Kyûzô Tanaka ♂ (72) Échec de l'ordre no 5 ; punition : hémorragie.
13. Sanae Tanaka ♀ (24) Deuxième victime de l'ordre no 7 ; punition : broyage des os.
14. Yûji Tanaka ♂ (16) Blessé mortellement au ventre par balle par Shûhei Maruoka, puis tué accidentellement par Kazunari Honda en aggravant son hémorragie à la suite de l'ordre no 8. En vérité, sachant qu'il mourrait s'il bougeait, il insista pour que Kazunari l'aide à marcher pour que celui-ci soit compté responsable de sa mort et comme il avait dit en sortant de la grotte du mont Yagura sauver son meilleur ami comme il a sauvé.
15. Shizuo Tominaga ♂ (63) Échec de l'ordre no 5 ; punition : hémorragie.
16. Miyoko Tominaga ♀ (87) Échec de l'ordre no 2 ; punition : découpée en morceaux.
17. Kazuya Nakamura ♂ (12) Manipulé par Michiko Hirano pour qu'il se pende à la suite de l'ordre no 7.
18. Kazuyuki Nakamura ♂ (41) Échec de l'ordre no 5 ; punition : hémorragie.
19. Kôsaburô Nakamura ♂ (73) Échec de l'ordre no 5 ; punition : hémorragie.
20. Hisako Nakamura ♀ (36) Désignée par Kazunari Honda à la suite de l'ordre no 4 ; punition : décapitation.
21. Atsushi Hirano ♂ (42) Poignardé par Michiko Hirano à la suite de l'ordre no 8.
22. Michiko Hirano ♀ (15) Échec de l'ordre no 8 ; punition : écorchée vive.
23. Ume Honda ♀ (67) Échec de l'ordre no 5 ; punition : hémorragie.
24. Kazunari Honda ♂ (16) Unique survivant du jeu et condamné à la malédiction du Roi à la suite de l'ordre no 10.
25. Shigeki Honda ♂ (44) Échec de l'ordre numéro 5 ; punition : hémorragie.
26. Natsuko Honda ♀ (16) Manipule Kazunari Honda pour qu'il la tue avec du poison à la suite de l'ordre no 9.
27. Yumiko Honda ♀ (38) Échec de l'ordre no 5 ; punition : hémorragie.
28. Kôji Maruoka ♂ (51) Première victime de l'ordre no 7 ; punition : broyage des os.
29. Shûhei Maruoka ♂ (24) Poignardé accidentellement par Kazunari Honda à la suite de l'ordre no 8.
30. Suzuko Mikami ♀ (9) Échec de l'ordre no 5 ; punition : hémorragie.
31. Fumiko Mikami ♀ (36) Suicide par immolation à la suite de l'ordre no 8.
32. Ryûji Mikami ♂ (15) Meurt accidentellement le crâne fracassé contre un rocher à la suite de l'ordre no 8.

* (nombre) : âge

### King's Game Spiral

Logo de la version française de King's Game Spiral.

#### Ordres
1. [10/06/2009] Ordre non-connu [Réussite] (32 survivants)
2. [11/06/2009] Ordre non-connu [Réussite] (32 survivants)
3. [12/06/2009] "L'élève no 19, Natsuko Honda, et l'élève [? Tchika ♀], doivent s'affronter lors d'un concours. Toute la classe doit voter pour élire la plus populaire des deux. La perdante aura un gage." [Gagnante : Natsuko] (1 morte, 31 survivants)
4. [13/06/2009] Ordre non-connu (4 morts, 27 survivants)
5. [14/06/2009] « L'élève [? ♂], doit avoir un rapport sexuel. » (1 mort, 26 survivants)
6. [15/06/2009] Ordre non-connu / [? Riku ♂] et [? Mayumi ♀] bloquent les messages du Roi. (2 morts, 24 survivants)
7. [16/06/2009] « L'élève no 1, Takeru Ishida, doit perdre quelque chose de précieux. » [Réussite : s'est arraché les globes oculaires, pour ne plus être en mesure de voir l'être aimé, Natsuko Honda, mais meurt par la suite] (1 mort, 23 survivants)
8. [17/06/2009] « L'élève no 8, Maï Satake, et l'élève no 31, Nanako Yoshikawa, doivent maigrir toutes les deux. Leur poids de référence est celui du 17 juin à minuit. Celle qui aura perdu le moins de poids sera punie d'un gage. » [Gagnante : Maï Satake, 42 - 39,7 = 2,3 kg perdus (utilise un stratagème pour tromper et faire croire qu'elle n'avait perdu que 3 kg) / Perdante : Nanako Yoshikawa, 61,7 - 59,5 = 2,2 kg perdus] (1 morte, 22 survivants)
9. [18/06/2009] Vrai ordre : « Chaque élève de la classe doit tuer au moins un de ses camarades. » [Réussite : Natsuko Honda, Kentarô Yasuda, Maï Satake, Ayako Motchida, Samanoshin Tanaka, Mokoto Hîragi, Tetsuya Kawaguchi] [Victimes (liste des élèves non-complète avec 10/15 morts) : Tomomi Kodama, Misuzu Sasaki, Anzu Momota, Shinji Hino, Taïtchi Handa, Tchinatsu Harada, Kôta Mitaka, Mafuyu Manabe, Hisashi Matsuda, Wataru Nishikawa] (15 morts, 7 survivants) / Ordre factice de Maï Satake à l'encontre de Natsuko Honda : "L'élève no 19, Natsuko Honda, et l'élève no 29, Kentarô Yasuda, doivent maigrir tous les deux. Leur poids de référence est celui du 18 juin à minuit. Celui qui aura perdu le moins de poids sera puni d'un gage." [Rien n'est arrivé puisque c'était un faux ordre]
10. [19/06/2009] "Chaque élève doit extraire les deux globes oculaires de leurs orbites à l'un de leurs camarades de classe." [Échec : Samanoshin Tanaka, Ayako Motchida] (2 morts, 5 survivants)
11. [20/06/2009] "Ne commettez pas ce qui est inutile dans le jeu du roi." [Acte inutile : gêner Kentarô Yasuda] [Échec : Tetsuya Kawaguchi, Mikoto Hîragi] [3 morts, 2 survivantes]
12. [21/06/2009] "L'élève no 19, Natsuko Honda, doit tuer Maï Satake." [Réussite] (1 morte, 1 survivante)
13. [21/06/2009, 00:08] "L'élève no 19, Natsuko Honda doit choisir entre continuer le jeu du roi et recevoir un gage." [Choix : continuer le jeu du Roi] (Une seule survivante)

* l'horaire (s'il y en a une, autrement minuit) et la date sont indicatives du moment où les joueurs prennent connaissance de l'ordre du jour.
** ? = identité et numéro de l'élève concerné inconnus
Phrase reçue par Natsuko Honda, de la part du Roi à la fin du jeu, en SMS (pensées finales de l'autre Natsuko Honda) : "Je chérirai toujours notre bonheur." (31 signes)

#### Liste des élèves de seconde 4 du lycée communal Simon
1. Takeru Ishida ♂ Il est meilleur ami avec Kentarô et est amoureux de Natsuko. À l'ordre 7, il doit perdre quelque chose de précieux. Il chassera Natsuko, suivi de Kentarô, et la trouvera. Sauf qu'il va se battre avec Kentarô et un vase va se briser sur sa tête. Kentarô va l'emmener à l'hôpital. Mais alors qu'ils sont en chemin, Kentarô explique à Natsuko que Takeru s'est réveillé et s'est arraché les yeux pour ne plus voir Natsuko, et réussira son ordre, mais mourra peu après.
2. Tetsuya Kawaguchi ♂ Il aidera Kentarô sur les recherches du Jeu du Roi. Mai le mentionnera en parlant d'un élève sournois. Après qu'une partie du lycée brulera, il viendra près de Natsuko et Kentarô. Mais comme Natsuko était trop méfiante, il courra pour les emmener jusqu'à la grotte où il se réfuge. En fait, il protégeait Mikoto. Alors qu'ils s'amusaient tous, quand Natsuko lava le dos de Mikoto plus loin, il demanda à Kentarô de le tuer mais comme celui-ci refusa, ils se chamaillèrent et Tetsuya reçut un gage. [punition : décapitation]
3. Tomomi Kodama ♀ Tomomi est une des amies de Natsuko.
4. Misuzu Sasaki ♀ Tuée par Natsuko Honda à la suite de l'ordre no 9. Natsuko l'a tuée, par vengeance, car elle a avoué avoir tué Anzu.
5. Maï Satake ♀ Tuée par Natsuko Honda à la suite de l'ordre no 13. A perdu 3,4 kg lors de l'ordre no 8, soit 200 grammes de plus que Nanako.
6. Samanoshin Tanaka ♂ Échec de l'ordre no 10 ; punition : brûlé vif. Assommé et brûlé avant par Maï Satake en mettant le feu au bâtiment annexe de l'école. Il était surnommé "Grosse Tête" par ses camarades à cause de son prénom aux kanjis compliqués, s'est adapté par la suite en devenant le premier de la classe. Il était amoureux de Maï.
7. Wataru Nishikawa ♂ Roman : Tué froidement par Hisashi Matsuda à la suite de l'ordre no 9. Manga : Tué par Mafuyu Manabe à la suite de l'ordre no 9.
8. Yû Nitta ♂ Tué et mutilé par Maï Satake à la suite de l'ordre no 9 (malgré le fait qu'elle ait déjà tué un autre élève auparavant), en lui promettant un rapport sexuel. Ses yeux permettent de sauver Maï lors de l'ordre no 10.
9. Tchinatsu Harada ♀ suicide avec Kôta Mitaka à la suite de l'ordre no 9, par saut depuis le toit-terrasse de l'école.
10. Taïtchi Handa ♂ Tué par Hisashi Matsuda à la suite de l'ordre no 9 (malgré le fait qu'il ait déjà tué Wataru Nishikawa auparavant). Il faisait partie du club d'athlétisme et était le petit ami de Ayako Motchida. Hisashi l'a tué, avec un ippon-seoi, à la suite d'une provocation vis-à-vis de son sport (ou était-ce pour le plaisir ?).
11. Mikoto Hîragi ♀ Échec de l'ordre no 11, s'est attaquée à Kentarô Yasuda après avoir lu le message du gage de Tetsuya Kawaguchi ; punition : découpée en huit. Elle a perdu l'usage de la parole (pour des raisons inconnues).
12. Shinji Hino ♂ Tué et mutilé par Maï Satake à la suite de l'ordre no 9 (malgré le fait qu'elle ait déjà tué un autre élève auparavant), en lui promettant un rapport sexuel. Ses yeux permettent de sauver Natsuko Honda lors de l'ordre no 10.
13. Sanae Fukada ♀ RMI
14. Natsuko Honda ♀ Unique survivante, choix : continuer le jeu du roi.
15. Tsuyoshi Masuda ♂ Tué par Kentarô Yasuda à la suite de l'ordre no 9. Cependant, Kentarô n'avait nullement l'intention de tuer Tsuyoshi, mais celui-ci a mis un couteau suisse dans la main de Kentarô et l'a guidée, de force, sur sa poitrine.
16. Hisashi Matsuda ♂ Tué par Ayako Motchida à la suite de l'ordre no 9. Ayako lui a porté le coup fatal mais Natsuko Honda avait commencé le travail pour venger Taïtchi. C'était un judoka très violent.
17. Mafuyu Manabe ♂ Tué par Maï Satake à la suite de l'ordre no 9, égorgé avec une faucille.
18. Riku Manda ♂ RMI Ses yeux permettent de sauver Tetsuya Kawaguchi lors de l'ordre no 10.
19. Kôta Mitaka ♂ Suicide avec Tchinatsu Harada à la suite de l'ordre no 9, par saut depuis le toit-terrasse de l'école.
20. Mimi Mukaï ♀ RMI Ses yeux permettent de sauver Mikoto Hîragi lors de l'ordre no 10.
21. Ayako Motchida ♀ Échec de l'ordre no 10 ; punition : brûlée vive. Tuée, crucifiée et brûlée avant par Maï Satake en mettant le feu au bâtiment annexe de l'école. Ses yeux, donnés par Maï Satake, permettent de sauver Kentarô Yasuda. Elle était la petite amie de Taïtchi Handa et adorait la lecture.
22. Anzu Momota ♀ Tuée par Misuzu Sasaki à la suite de l'ordre no 9. Elle était la petite amie de Tsuyoshi Masuda et a été tuée par Misuzu parce qu'elle lui aurait « volé » Tsuyoshi.
23. Kentarô Yasuda ♂ Se suicide en se jetant d'une falaise à la suite de l'ordre no 11, après avoir compris que l'acte inutile était de le gêner.
24. Nanako Yoshikawa ♀ Perdante de l'ordre no 8 ; punition : hémorragie. A perdu 3,2 kg, soit 200 grammes de moins que Maï. Était surnommé la "baleine" par celle-ci.

* RMI = raison de mort inconnue ou non-trouvée

### King's Game Apocalypse

#### Ordres
1. [08/06/2010] "Tous les lycéens de la préfecture d'Hiroshima doivent se rendre dans la préfecture voisine d'Okayama" [Réussite : 4 372 324 survivants] [Échec : nombre de morts par accident lors du trajet d'Hiroshima à Okayama + nombres de morts par échec inconnu, plupart des morts par démembrement)]
2. [09/06/2010] "Les garçons doivent fuir les filles et les filles doivent attraper les garçons. Les garçons capturés seront tenus prisonniers dans les écoles puis punis (si toujours prisonniers). Il y aura autant de lycéennes sanctionnées que de lycéens libres. Les filles punies seront désignées au hasard. Il suffit qu'un garçon libre touche un garçon prisonnier pour le libérer. Les filles doivent protéger les écoles pour réduire le nombre de garçons libérés. Si un garçon prend la fuite avant d'être emprisonné à l'école, il sera sanctionné sur le champ." [Réussite : 2 156 682 survivants] [Échec : 632 501 garçons punis, 1 520 621 filles punies et 62 520 lycéens morts d'un accident]
3. [10/06/2010] "Faites disparaître du Japon tous les individus de plus de vingt ans." (Ordre piège : Ne pas tuer de Japonais de plus de vingt ans, tous les lycéens ayant tué des adultes de plus de vingt ans sont sanctionnés) [Réussite : nombre de survivants inconnu] [Échec : nombre de morts inconnu]

#### Liste des principaux personnages
1. Tomohisa ♂ (état actuel : attend le remède du roi fabriqué à partir de son corps, par le Dr Miyazawa)
2. Shûichi Watanabe ♂ (état actuel : s'est lancé à la poursuite de Kaihei)
3. Yuka ♀ (état actuel : enlevée par Kaihei)
4. Hatsuki Kodama ♀ (état actuel : cherche désespérément le descendant/héritier de Nobuaki Kanazawa)
5. Yukimura ♂ Échec de l'ordre no 3 ; punition : écartèlement. (il a contribué au suicide du Dr Miyazawa, vu que c'est un adulte de plus de vingt ans, ça a compté comme un meurtre)
6. Fûma (garçon)  Échec de l'ordre no 2 ; punition : décapitation. (Il se sacrifie pour sauver Yukimura à la suite de l'ordre numéro 2)
7. Sakurako ♀ Échec de l'ordre no 2 ; punition : hémorragie (supposition "Elle demeurait immobile dans une mare de sang." p. 324).
8. Yûjiro ♂ Échec de l'ordre no 2 ; punition : PND.
9. Kaihei ♂ (état actuel : a enlevé Yuka, le lieu où il est parti n'est pas connu)
10. Dr Miyazawa ♂ (développe le remède dans le corps de Tomohisa puis se suicide avec l'aide de Yukimura, croyant l'avoir aidé à accomplir l'ordre no 3)
11. Ayano ♀  Échec de l'ordre no 3 ; punition : PND. (elle a tué un ou plusieurs adultes)
12. Reiko ♀  Échec de l'ordre no 3 ; punition : PND. (elle a tué un ou plusieurs adultes)
13. Naoto Wada ♂  (se sacrifie pour sauver une de ses amies, sa mort est transmise sur toutes les chaînes TV)
14. Hirose ♂ (état actuel : il s'est enfui du Japon. C'est le gérant officiel du pays et il tente de préserver son pays malgré l'ampleur de la menace du Roi)

* PND = punition non-définie ou non-trouvée

## Roman
La série pour téléphone portable est écrite par Nobuaki Kanazawa. En France, elle est publiée par Lumen Éditions. Le premier volume, King's Game, est sorti en mai 2014. Le deuxième, King's Game Extreme, en novembre 2014. Le troisième, King's Game Origin, en septembre 2015. Le quatrième, King's Game Spiral en avril 2016. Le cinquième, King's Game Apocalypse, est sorti le 6 octobre 2016.

## Manga

### King's Game

#### Fiche technique
- Édition japonaise : Futabasha
  - Auteurs : Nobuaki Kanazawa et Hitori Renda
  - Nombre de volumes sortis : 5 (terminé)
  - Date de première publication : janvier 2011
  - Prépublication : Manga Action
- Édition francophone : Ki-oon
  - Traduction en français : Yohan Leclerc
  - Nombre de volumes sortis : 5 (terminé)
  - Date de première publication : février 2013
  - Format : 130 mm × 180 mm

#### Liste des volumes
| no | Japonais         | Japonais          | Français        | Français          |
| no | Date de sortie   | ISBN              | Date de sortie  | ISBN              |
| -- | ---------------- | ----------------- | --------------- | ----------------- |
| 1  | 28 janvier 2011  | 978-4-575-83865-7 | 14 février 2013 | 978-2-35592-490-3 |
| 2  | 23 mars 2011     | 978-4-575-83883-1 | 11 avril 2013   | 978-2-35592-515-3 |
| 3  | 28 juillet 2011  | 978-4-575-83931-9 | 13 juin 2013    | 978-2-35592-538-2 |
| 4  | 28 novembre 2011 | 978-4-575-83992-0 | 10 octobre 2013 | 978-2-35592-584-9 |
| 5  | 22 juin 2012     | 978-4-575-84087-2 | 13 février 2014 | 978-2-35592-630-3 |

### King's Game Extreme

#### Fiche technique
- Édition japonaise : Futabasha
  - Auteurs : Nobuaki Kanazawa et Renji Kuriyama
  - Nombre de volumes sortis : 5 (terminé)
  - Date de première publication : novembre 2012
  - Prépublication : Estar
- Édition française : Ki-oon
  - Traduction en français : Yohan Leclerc
  - Nombre de volumes sortis : 5 (terminé)
  - Date de première publication : février 2014
  - Format : 130 mm x 180 mm

#### Liste des volumes
| no | Japonais          | Japonais          | Français        | Français          |
| no | Date de sortie    | ISBN              | Date de sortie  | ISBN              |
| -- | ----------------- | ----------------- | --------------- | ----------------- |
| 1  | 28 novembre 2012  | 978-4-575-84158-9 | 13 février 2014 | 978-2-35592-629-7 |
| 2  | 10 mai 2013       | 978-4-575-84225-8 | 10 avril 2014   | 978-2-35592-651-8 |
| 3  | 23 septembre 2013 | 978-4-575-84289-0 | 12 juin 2014    | 978-2-35592-680-8 |
| 4  | 22 février 2014   | 978-4-575-84350-7 | 9 octobre 2014  | 978-2-35592-734-8 |
| 5  | 22 juillet 2014   | 978-4-575-84456-6 | 12 février 2015 | 978-2-35592-777-5 |

### King's Game Origin

#### Fiche technique
- Édition japonaise : Futabasha
  - Auteurs : Nobuaki Kanazawa et J-Ta Yamada
  - Nombre de volumes sortis : 6 (terminé)
  - Date de première publication : janvier 2014
  - Prépublication : Monthly Action
- Édition française : Ki-oon
  - Traduction en français : Jean-Benoît Silvestre
  - Nombre de volumes sortis : 6 (terminé)
  - Date de première publication : février 2015
  - Format : 130 mm x 180 mm

#### Liste des volumes
| no | Japonais        | Japonais          | Français        | Français          |
| no | Date de sortie  | ISBN              | Date de sortie  | ISBN              |
| -- | --------------- | ----------------- | --------------- | ----------------- |
| 1  | 10 janvier 2014 | 978-4-575-84330-9 | 12 février 2015 | 978-2-35592-778-2 |
| 2  | 10 mai 2014     | 978-4-575-84403-0 | 9 avril 2015    | 978-2-35592-801-7 |
| 3  | 18 octobre 2014 | 978-4-575-84509-9 | 11 juin 2015    | 978-2-35592-825-3 |
| 4  | 10 avril 2015   | 978-4-575-84604-1 | 8 octobre 2015  | 978-2-35592-877-2 |
| 5  | 10 octobre 2015 | 978-4-575-84702-4 | 11 février 2016 | 978-2-35592-915-1 |
| 6  | 12 mars 2016    | 978-4-575-84770-3 | 9 juin 2016     | 978-2-35592-961-8 |

### King's Game Spiral

#### Fiche technique
- Édition japonaise : Futabasha
  - Auteurs : Nobuaki Kanazawa et Renji Kuriyama
  - Nombre de volumes sortis : 4 (terminé)
  - Date de première publication : janvier 2015
  - Prépublication : Manga Action
- Édition française : Ki-oon
  - Nombre de volumes sortis : 4 (terminé)
  - Date de première publication : juin 2016
  - Format : 130 mm x 180 mm

#### Liste des volumes
| no | Japonais         | Japonais          | Français        | Français          |
| no | Date de sortie   | ISBN              | Date de sortie  | ISBN              |
| -- | ---------------- | ----------------- | --------------- | ----------------- |
| 1  | 22 janvier 2015  | 978-4-575-84563-1 | 9 juin 2016     | 978-2-35592-962-5 |
| 2  | 28 juillet 2015  | 978-4-575-84655-3 | 18 août 2016    | 978-2-35592-979-3 |
| 3  | 12 mai 2016      | 978-4-575-84802-1 | 13 octobre 2016 | 978-2-35592-999-1 |
| 4  | 11 novembre 2016 | 978-4-575-84884-7 | 11 mai 2017     | 979-10-327-0081-5 |

## Anime
Une série d'animation a été produite par le studio d'animation Seven. La série est sortie du 5 octobre au 21 décembre 2017 et compte 12 épisodes. 

### Liste des épisodes
| No | Titre français           | Titre japonais | Titre japonais | Date de 1re diffusion |
| No | Titre français           | Kanji          | Rōmaji         | Date de 1re diffusion |
| -- | ------------------------ | -------------- | -------------- | --------------------- |
| 1  | Recommencement           | 再壊           | Saikai         | 5 octobre 2017        |
| 2  | Chaos                    | 痕乱           | Konran         | 12 octobre 2017       |
| 3  | Amitié                   | 融情           | Yuujou         | 19 octobre 2017       |
| 4  | Sombres éclaircissements | 解冥           | Kaimei         | 26 octobre 2017       |
| 5  | Tragique fatalité        | 業泣           | Goukyuu        | 2 novembre 2017       |
| 6  | Violente rébellion       | 反虐           | Hangyaku       | 9 novembre 2017       |
| 7  | Abjecte éternité         | 永厭           | Eien           | 16 novembre 2017      |
| 8  | Sanglante détermination  | 血断           | Ketsudan       | 23 novembre 2017      |
| 9  | Alliance solidaire       | 楔束           | Kessoku        | 30 novembre 2017      |
| 10 | Course diabolique        | 凶走           | Kyousou        | 7 décembre 2017       |
| 11 | Progression invasive     | 前侵           | Zenshin        | 14 décembre 2017      |
| 12 | Fin amère                | 終怨           | Shuuen         | 21 décembre 2017      |

### Musiques
| Générique | Épisodes          | Début         | Début    | Fin           | Fin     |
| Générique | Épisodes          | Titre         | Artiste  | Titre         | Artiste |
| --------- | ----------------- | ------------- | -------- | ------------- | ------- |
| 1         | Saison 1 : 1 – 12 | FEED THE FIRE | coldrain | Lost Paradise | Pile    |

## Film en prise de vues réelles
Une adaptation cinématographique du nom d'Ōsama Gēmu est sortie le 17 décembre 2011 au Japon.

### Fiche technique
- Réalisateur : Tsuruta Norio
- Scénariste : Nobuaki Kanazawa et Junya Kato
- Producteur : Yutaka Morozumi et Andrew Niwa Tamon

### Distribution
- Chiemi Honda : Yurina Kumai
- Maria Iwamura : Airi Suzuki
- Nobuaki Kanazawa : Dori Sakurada
- Naoya Hashimoto : Hisanori Satō
- Mami Shirokawa : Risako Sugaya
- Kaori Maruoka : Chisato Okai
- Tomoko Shimizu : Maasa Sudō
- Akemi Kamoshita : Chinami Tokunaga
- Yuko Imoto : Momoko Tsugunaga
- Kana Ueda : Saki Nakajima
- Emi Miyazaki : Miyabi Natsuyaki
- Masami Matsumoto : Saki Shimizu
- Satomi Ishii : Saki Mori
- Minako Nakao : Miharu Tanaka
- Yōsuke Nogami : Yoshihiko Hosoda
- Shōta Yahiro : Satoshi Tomiura
- Mei Ōno : Mugiho Sasaki
- Hideki Toyoda : Ayumu Satō
- Yūsuke Mizunai : Kensuke Ōwada
- Reiko Hamura : Maimi Yajima
- Miharu Kanazawa : Mai Hagiwara
- Yuko Eimine / Yoko Nagamine (la professeur) : Hitomi Yoshizawa

### Édition japonaise
Ōsama Gēmu
1. 1 2  (ja) Tome 1
2. 1 2  (ja) Tome 2
3. 1 2  (ja) Tome 3
4. 1 2  (ja) Tome 4
5. 1 2  (ja) Tome 5

Ōsama Gēmu: Shūkyoku
1. 1 2  (ja) Tome 1
2. 1 2  (ja) Tome 2
3. 1 2  (ja) Tome 3
4. 1 2  (ja) Tome 4
5. 1 2  (ja) Tome 5

Ōsama Gēmu: Kigen
1. 1 2  (ja) Tome 1
2. 1 2  (ja) Tome 2
3. 1 2  (ja) Tome 3
4. 1 2  (ja) Tome 4
5. 1 2  (ja) Tome 5
6. 1 2  (ja) Tome 6

Ōsama Gēmu: Rinjō
1. 1 2  (ja) Tome 1
2. 1 2  (ja) Tome 2
3. 1 2  (ja) Tome 3
4. 1 2  (ja) Tome 4

### Édition française
King's Game
1. 1 2  Tome 1
2. 1 2  Tome 2
3. 1 2  Tome 3
4. 1 2  Tome 4
5. 1 2  Tome 5

King's Game Extreme
1. 1 2  Tome 1
2. 1 2  Tome 2
3. 1 2  Tome 3
4. 1 2  Tome 4
5. 1 2  Tome 5

King's Game Origin
1. 1 2  Tome 1
2. 1 2  Tome 2
3. 1 2  Tome 3
4. 1 2  Tome 4
5. 1 2  Tome 5
6. 1 2  Tome 6

King's Game Spiral
1. 1 2  Tome 1
2. 1 2  Tome 2
3. 1 2  Tome 3
4. 1 2  Tome 4